# خان أب بيد
خان آب بيد (بالفارسية: کاروانسرای آب بید) هو خان تاريخي يعود إلى القرنين الثاني والثالث عشر الهجري، ويقع في راور.